# ديربي كاتلونيا لكرة السلة
ديربي كاتلونيا لكرة السلة (بالإسبانية: Derbi catalán)‏ هو الاسم الذي يُطلق على مباريات كرة السلة التي يكون طرفيها هما فريق نادي برشلونة لكرة السلة وفريق نادي جوفينتوت بادالونا لكرة السلة، ويُطلق على المباريات بين الفريقين لقب الديربي لأن كلا الفريقين يقع مقرّهما في إقليم كتالونيا الإسباني ذاتي الحكم، ولا يفصل بين مدينة برشلونة حيث يقع مقر فريق نادي برشلونة لكرة السلة ومدينة بادالونا، حيث يقع مقر فريق نادي جوفنتوت لكرة السلة سوى مسافة 10 كم فقط.

## الملاعب
عادة ما تقام مباريات ديربي كاتلونيا لكرة السلة إما في صالة بابيلون أولمبيكو دي بادالونا الرياضية في مدينة بادالونا، أو في صالة بالاو بلوغرانا الرياضية في مدينة برشلونة.

## تاريخ المواجهات المباشرة بين الفريقين
واجه فريق نادي برشلونة لكرة السلة فريق نادي جوفنتوت لكرة السلة في أكثر من 232 مباراة ديربي على مدار تاريخ الفريقين، من بينها 205 مواجهة في مباريات البطولات الرسمية حقق فريق نادي برشلونة الفوز في 118 مباراة منها، بينما حقق فريق نادي جوفنتوت الفوز في 87 مباراة فقط. أقيمت أولى مبارايات ديربي كتالونيا لكرة السلة خلال منافسات الدوري الإسباني الوطني لكرة السلة، والذي انطلق عام 1957، ثم توقف عام 1983، وكانت آخر المواجهات المباشرة بين الفريقين في المباراة التي أقيمت في 24 مارس عام 2024 ضمن موسم عام 2023-24 من الدوري الإسباني لكرة السلة، وانتهت المباراة بفوز فريق نادي برشلونة بنتيجة 93-75. ويوضح الجدول التالي عدد المواجهات المُباشرة التي جمعت بين الفريقين في المسابقات المُختلفة وعدد مرات فوز كل فريق:
| المسابقة                              | إجمالي عدد المباريات | انتهت بفوز فريق نادي برشلونة | انتهت بالتعادل | انتهت بفوز نادي جوفينتوت بادالونا |
| ------------------------------------- | -------------------- | ---------------------------- | -------------- | --------------------------------- |
| الدوري الوطني لكرة السلة              | 52                   | 22                           | 0              | 30                                |
| الدوري الإسباني لكرة السلة            | 77                   | 54                           | 0              | 23                                |
| تصفيات الدوري الإسباني لكرة السلة     | 40                   | 25                           | 0              | 15                                |
| كأس ملك إسبانيا لكرة السلة            | 33                   | 15                           | 0              | 18                                |
| الدوري الأوروبي لكرة السلة            | 3                    | 2                            | 0              | 1                                 |
| إجمالي المةاجهات في المباريات الرسمية | 205                  | 118                          | 0              | 87                                |
| دوري كتالونيا لكرة السلة              | 27                   | 16                           | 0              | 11                                |
| إجمالي المواجهات في جميع المسابقات    | 232                  | 134                          | 0              | 98                                |